# بريتون (علم الفلك)

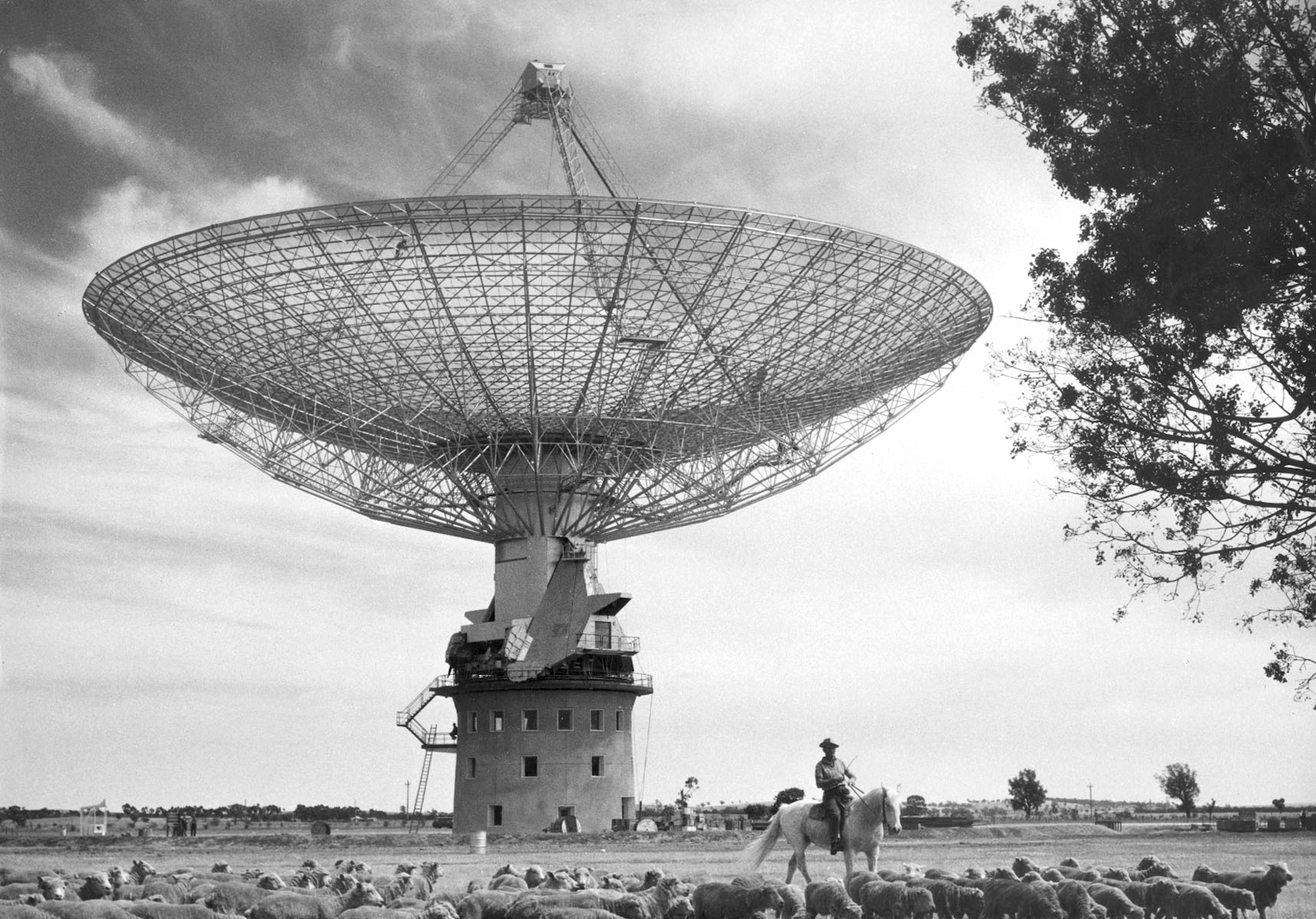

تعتبر البريتونات في علم الفلك الراديوي إشارات إذاعية قصيرة تصل مدتها إلى جزء من ميلي ثانية، لا يتم اكتشافها إلا عن طريق تلسكوب باركس الراديوي الذي يبلغ طوله 64 مترًا في أستراليا منذ عام 1998. سميت باسم بريتون وهو مخلوق أسطوري ألفّه الروائي خورخي لويس بورخيس.
تم اكتشاف البيرتونات نتيجة الفتح المبكر لأبواب فرن الميكروويف في مرصد باركيس.

## الفرضيات البالية
تحاكي هذه الإشارات بعض جوانب التدفقات الراديوية السريعة (FRB) التي يبدو أنها قادمة من خارج مجرة درب التبانة، ولكن تم استبعاد أصلها الفلكي منذ مدة وجيزة. تتضمن المصادر المحتملة المفترضة للبيرتون:
- إشارات من الطائرات.
- ومضات في طبقة الأيونوسفير.
- البرق.
- الثورانات الشمسية.
- انفجارات أشعة جاما الأرضية.
- نبض ثنائي القطب. (عبارة عن آثار كهربائية بين السحب على ارتفاعات عالية تبلغ عدة مئات من الغيغاوات.)

## الكشف عنها
تم العثور على البيرتونات في عام 2015 نتيجة للفتح المبكر لأبواب فرن الميكرويف في مرصد باركيس. يقوم فرن الميكروويف بإطلاق نبضات تردد الراديو والتي تحاكي التدفقات الراديوية السريعة عند إيقاف تشغيل الصمام المغناطيسي الإلكتروني.